# Кимпень (Бузеу)
Кимпень, Кимпені (рум. Câmpeni) — село у повіті Бузеу в Румунії. Входить до складу комуни Амару.
Село розташоване на відстані 72 км на північний схід від Бухареста, 24 км на південний захід від Бузеу, 120 км на південний захід від Галаца, 110 км на південний схід від Брашова.

## Населення
За даними перепису населення 2002 року у селі проживали 260 осіб. Усі жителі села рідною мовою назвали румунську.
Національний склад населення села:
| Національність | Кількість осіб | Відсоток |
| -------------- | -------------- | -------- |
| румуни         | 238            | 91,5%    |
| цигани         | 22             | 8,5%     |